# تركي (عمان)
تركي منطقة سكنية تقع في لواء ناعور، محافظة العاصمة في الأردن. تنتمي المنطقة لقضاء ناعور الذي يضم 15 منطقة. يقدر عدد سكانها بـ 3833 نسمة حسب إحصاء 2015.

## صور

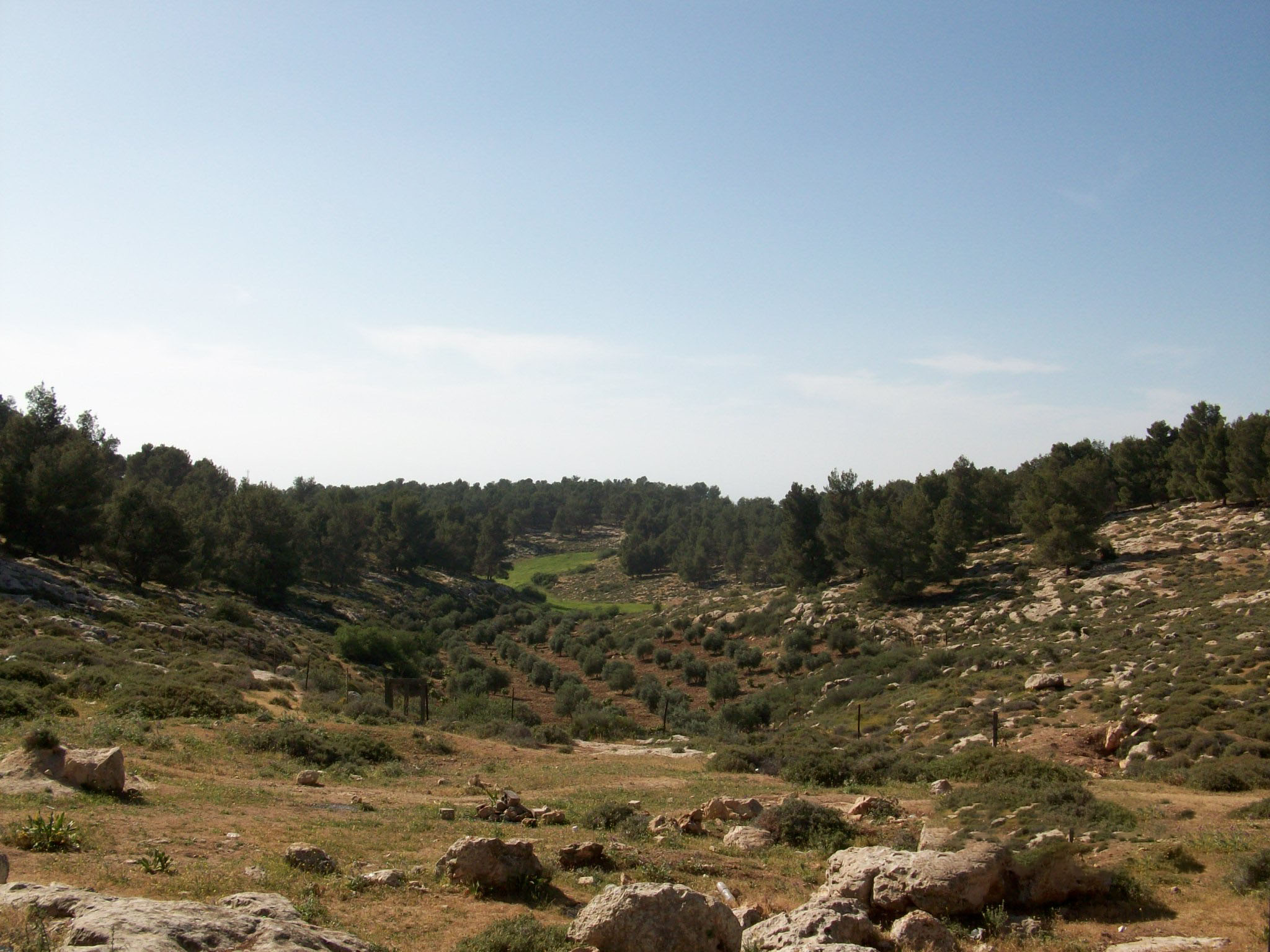
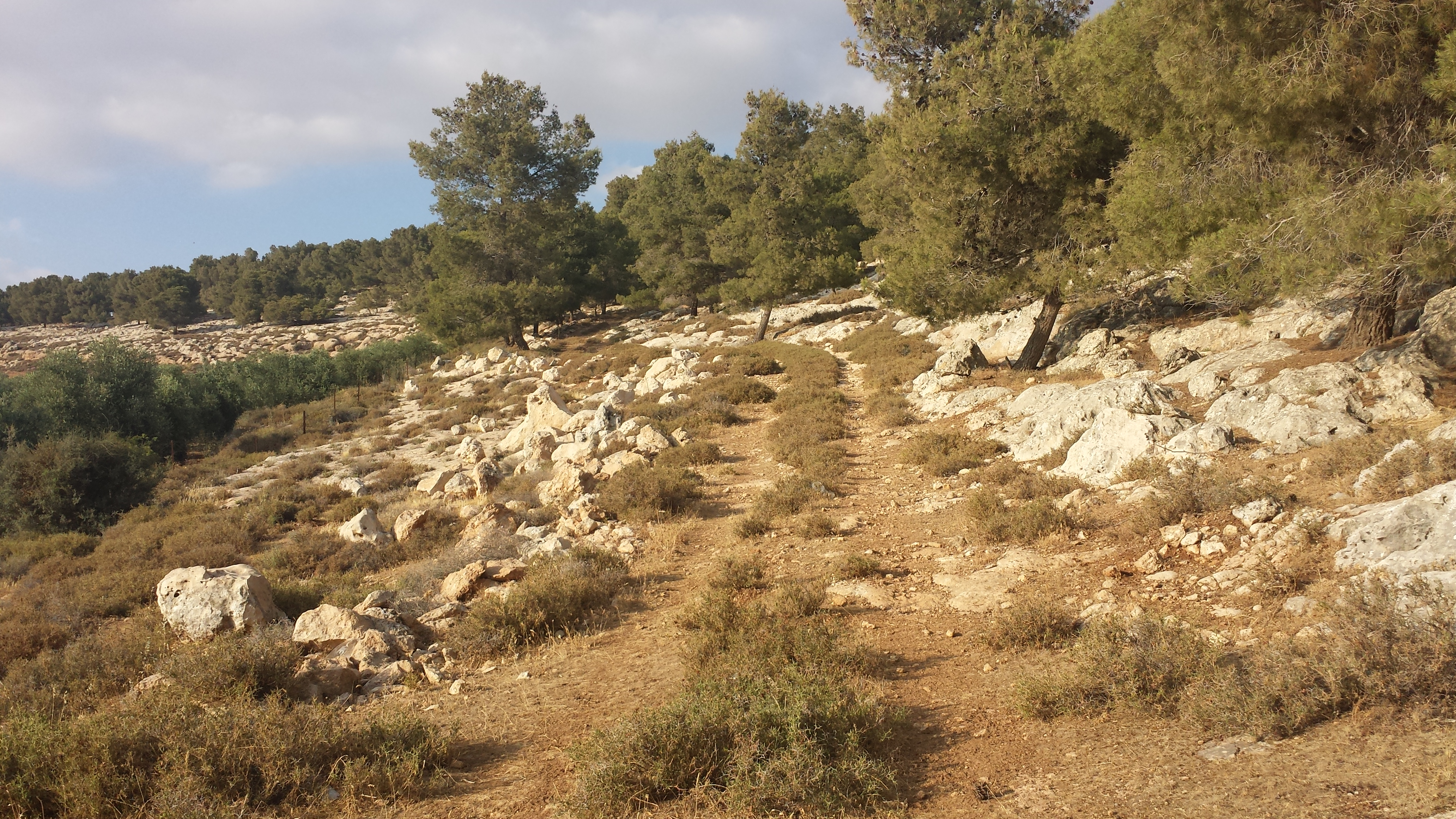
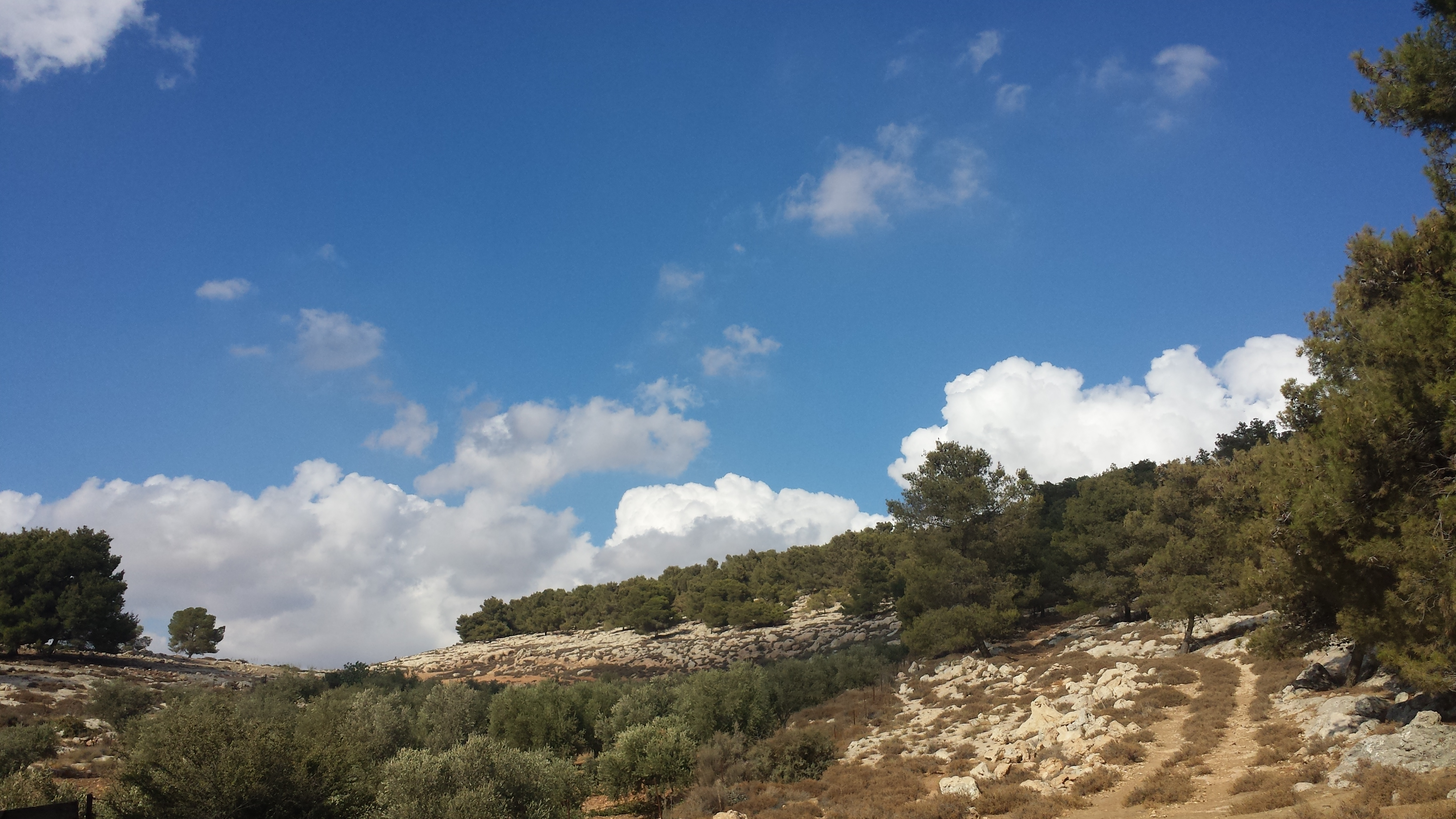

جمال الطبيعة في منطقة تركي

## الوصلات الخارجية
- دائرة الاحصاءات العامة